# Phthiridium tectum
Phthiridium tectum är en tvåvingeart som först beskrevs av Oskar Theodor 1957.  Phthiridium tectum ingår i släktet Phthiridium och familjen lusflugor.
Artens utbredningsområde är Kenya. Inga underarter finns listade i Catalogue of Life.